# Orde van Uitmuntendheid (Alberta)
De Orde van Uitmuntendheid van Alberta (Engels: "Alberta Order of Excellence") is een onderscheiding van de Canadese provincie Alberta.
Alberta was in 1979 de eerste Canadese provincie die een eigen Ridderorde instelde. Ieder jaar worden er niet meer dan tien benoemingen, voor wie zich bijzonder wist te onderscheiden voor de bevolking van Alberta of uitmuntende diensten voor hen verrichtte, gedaan.
Het kleinood is een blauw geëmailleerd achtpuntig kruis. Het lint is blauw-wit-rood-wit-blauw en de onderscheiding wordt om de hals gedragen.